# Miropotes goobitis
Miropotes goobitis är en stekelart som beskrevs av Austin 1990. Miropotes goobitis ingår i släktet Miropotes och familjen bracksteklar. Inga underarter finns listade i Catalogue of Life.